# Forcepia elvini
Forcepia elvini är en svampdjursart som beskrevs av Lee 200. Forcepia elvini ingår i släktet Forcepia och familjen Coelosphaeridae. Inga underarter finns listade i Catalogue of Life.